# Ferrisicklerite
La ferrisicklerite è un minerale.